# Dylan Bundy
Dylan Matthew Bundy (Tulsa, 15 novembre 1992) è un giocatore di baseball statunitense, lanciatore per i Minnesota Twins della Major League Baseball.

## Carriera

### Gli inizi
Proveniente dalla Owasso High School, Bundy ha chiuso la sua carriera scolastica con 158 strikeout in 71 innings lanciati vincendo in ordine il premio Gatorade National Baseball Player of the Year, Baseball America High School Player of the Year, USA Today National Player of the Year, Louisville Slugger Player of the Year.
Inoltre è stato l'unico giocatore a vincere il premio Gatorade National Baseball per tre volte consecutive (2009, 2010 e 2011).

### Professionista
Il 15 agosto 2011, Bundy ha firmato un contratto con i Baltimore Orioles che lo hanno subito inserito nella lista dei quaranta giocatori che avrebbero preso parte al campionato della MLB 2012.
Il suo debutto professionistico è avvenuto nella Minor League Baseball nella divisione single A con i Delmarva Shorebirds contro gli Asheville Tourists dove in 3 innings lanciati non concesse nessuna palla valida ed eliminò sei battitori con alcuni lanci che superarono le 97-98 miglia orarie.
Nella sua carriera con Delmarva, nei suoi 30 innings lanciati ha eliminato 40 battitori avversari guadagnandosi la promozione nella categoria superiore con i Frederick Keys dal 23 maggio 2012.
Con i Keys, Bundy ha avuto un bilancio di 6 vittorie e 3 sconfitte con una media di 2,84 punti concessi a partita. Ha partecipato all'All-Star Game Futures.
Bundy debuttò nella MLB il 23 settembre 2012, al Fenway Park di Boston contro i Boston Red Sox.
Il 4 dicembre 2019, gli Orioles scambiarono Bundy con i Los Angeles Angels per i lanciatori Isaac Mattson, Zach Peek, Kyle Bradish e Kyle Brnovich.
Il 1º dicembre 2021, Bundy firmò un contratto annuale con i Minnesota Twins con inclusa un'opzione del club per la stagione seguente.

### Premi High School
- Gatorade State player of the year  (2009, 2010 e 2011)
- Gatorade National Baseball Player of the Year  (2011)
- Baseball America High School Player of the Year  (2011)
- USA Today National Player of the Year (2011)
- Louisville Slugger Player of the Year (2011)
- National High School Coaches Association Baseball Player of the Year